# Olimpiai érmesek listája úszásban (nők)
Ez a lap a női olimpiai érmesek listája úszásban 1912-től 2020-ig.

## Éremtáblázat
(A táblázatokban Magyarország és a rendező nemzet sportolói eltérő háttérszínnel, az egyes számoszlopok legmagasabb értéke vagy értékei vastagítással kiemelve.)
| A nyári olimpiai játékok éremtáblázata női úszásban | A nyári olimpiai játékok éremtáblázata női úszásban | A nyári olimpiai játékok éremtáblázata női úszásban | A nyári olimpiai játékok éremtáblázata női úszásban | A nyári olimpiai játékok éremtáblázata női úszásban | Olimpia  |
| --------------------------------------------------- | --------------------------------------------------- | --------------------------------------------------- | --------------------------------------------------- | --------------------------------------------------- | -------- |
|                                                     | Ország                                              | Arany                                               | Ezüst                                               | Bronz                                               | Összesen |
| 1.                                                  | Egyesült Államok (USA)                              | 106                                                 | 80                                                  | 71                                                  | 257      |
| 2.                                                  | Ausztrália (AUS)                                    | 35                                                  | 31                                                  | 30                                                  | 96       |
| 3.                                                  | NDK (GDR)                                           | 32                                                  | 25                                                  | 17                                                  | 74       |
| 4.                                                  | Hollandia (NED)                                     | 16                                                  | 17                                                  | 15                                                  | 48       |
| 5.                                                  | Magyarország (HUN)                                  | 14                                                  | 7                                                   | 6                                                   | 27       |
| 6.                                                  | Kína (CHN)                                          | 12                                                  | 16                                                  | 10                                                  | 38       |
| 7.                                                  | Japán (JPN)                                         | 7                                                   | 4                                                   | 11                                                  | 22       |
| 8.                                                  | Nagy-Britannia (GBR)                                | 6                                                   | 13                                                  | 17                                                  | 36       |
| 9.                                                  | Németország (GER)                                   | 4                                                   | 11                                                  | 16                                                  | 31       |
| 10.                                                 | Dánia (DEN)                                         | 4                                                   | 4                                                   | 6                                                   | 14       |
| 11.                                                 | Ukrajna (UKR)                                       | 4                                                   | 1                                                   | 0                                                   | 5        |
| 12.                                                 | Kanada (CAN)                                        | 3                                                   | 10                                                  | 16                                                  | 29       |
| 13.                                                 | Szovjetunió (URS)                                   | 3                                                   | 7                                                   | 8                                                   | 18       |
| 14.                                                 | Románia (ROU)                                       | 3                                                   | 2                                                   | 3                                                   | 8        |
| 15.                                                 | Dél-afrikai Köztársaság (RSA)                       | 3                                                   | 0                                                   | 5                                                   | 8        |
| 16.                                                 | Írország (IRL)                                      | 3                                                   | 0                                                   | 1                                                   | 4        |
| 17.                                                 | Franciaország (FRA)                                 | 2                                                   | 5                                                   | 6                                                   | 13       |
| 18.                                                 | Zimbabwe (ZIM)                                      | 2                                                   | 4                                                   | 1                                                   | 7        |
| 19.                                                 | Svédország (SWE)                                    | 1                                                   | 6                                                   | 4                                                   | 11       |
| 20.                                                 | Olaszország (ITA)                                   | 1                                                   | 4                                                   | 4                                                   | 9        |
| 21.                                                 | Oroszország (RUS)                                   | 1                                                   | 4                                                   | 1                                                   | 6        |
| 22.                                                 | Spanyolország (ESP)                                 | 1                                                   | 2                                                   | 2                                                   | 5        |
| 23.                                                 | Lengyelország (POL)                                 | 1                                                   | 2                                                   | 1                                                   | 4        |
| 24.                                                 | Egyesült Német Csapat (EUA)                         | 1                                                   | 1                                                   | 4                                                   | 6        |
| 25.                                                 | Costa Rica (CRC)                                    | 1                                                   | 1                                                   | 2                                                   | 4        |
| 26.                                                 | Bulgária (BUL)                                      | 1                                                   | 1                                                   | 1                                                   | 3        |
| 27.                                                 | Ausztrálázsia (ANZ)                                 | 1                                                   | 1                                                   | 0                                                   | 2        |
| 27.                                                 | Jugoszlávia (YUG)                                   | 1                                                   | 1                                                   | 0                                                   | 2        |
| 29.                                                 | Brazília (BRA)                                      | 1                                                   | 0                                                   | 1                                                   | 2        |
| 29.                                                 | Egyesített Csapat (EUN)                             | 1                                                   | 0                                                   | 1                                                   | 2        |
|                                                     |                                                     |                                                     |                                                     |                                                     |          |
| 31.                                                 | Litvánia (LTU)                                      | 1                                                   | 0                                                   | 0                                                   | 1        |
| 32.                                                 | Fehéroroszország (BLR)                              | 0                                                   | 2                                                   | 1                                                   | 3        |
| 33.                                                 | Hongkong (HKG)                                      | 0                                                   | 2                                                   | 0                                                   | 2        |
| 33.                                                 | Szlovákia (SVK)                                     | 0                                                   | 2                                                   | 0                                                   | 2        |
| 35.                                                 | NSZK (FRG)                                          | 0                                                   | 1                                                   | 7                                                   | 8        |
| 36.                                                 | Argentína (ARG)                                     | 0                                                   | 1                                                   | 1                                                   | 2        |
| 37.                                                 | Szlovénia (SLO)                                     | 0                                                   | 1                                                   | 0                                                   | 1        |
|                                                     |                                                     |                                                     |                                                     |                                                     |          |
| 38.                                                 | Ausztria (AUT)                                      | 0                                                   | 0                                                   | 2                                                   | 2        |
| 39.                                                 | Belgium (BEL)                                       | 0                                                   | 0                                                   | 1                                                   | 1        |
| 39.                                                 | Mexikó (MEX)                                        | 0                                                   | 0                                                   | 1                                                   | 1        |
| 39.                                                 | Norvégia (NOR)                                      | 0                                                   | 0                                                   | 1                                                   | 1        |
| 39.                                                 | Új-Zéland (NZL)                                     | 0                                                   | 0                                                   | 1                                                   | 1        |
|                                                     |                                                     |                                                     |                                                     |                                                     |          |
| Összesen                                            | Összesen                                            | 273                                                 | 269                                                 | 275                                                 | 817      |

## Aktuális versenyszámok

### 50 méter gyors
| Olimpia              | Arany                                  | Ezüst                                              | Bronz                                              |
| 1988, Szöul          | Kristin Otto · NDK (GDR)               | Yang Wenyi · Kína (CHN)                            | Katrin Meißner · NDK (GDR)                         |
| 1988, Szöul          | Kristin Otto · NDK (GDR)               | Yang Wenyi · Kína (CHN)                            | Jill Sterkel · Egyesült Államok (USA)              |
| 1992, Barcelona      | Yang Wenyi · Kína (CHN)                | Zhuang Yong · Kína (CHN)                           | Angel Martino · Egyesült Államok (USA)             |
| 1996, Atlanta        | Amy Van Dyken · Egyesült Államok (USA) | Le Jingyi · Kína (CHN)                             | Sandra Völker · Németország (GER)                  |
| 2000, Sydney         | Inge de Bruijn · Hollandia (NED)       | Therese Alshammar · Svédország (SWE)               | Dara Torres · Egyesült Államok (USA)               |
| 2004, Athén          | Inge de Bruijn · Hollandia (NED)       | Malia Metella · Franciaország (FRA)                | Lisbeth Trickett · Ausztrália (AUS)                |
| 2008, Peking         | Britta Steffen · Németország (GER)     | Dara Torres · Egyesült Államok (USA)               | Cate Campbell · Ausztrália (AUS)                   |
| 2012, London         | Ranomi Kromowidjojo · Hollandia (NED)  | Aljakszandra Heraszimenya · Fehéroroszország (BLR) | Marleen Veldhuis · Hollandia (NED)                 |
| 2016, Rio de Janeiro | Pernille Blume · Dánia (DEN)           | Simone Manuel · Egyesült Államok (USA)             | Aljakszandra Heraszimenya · Fehéroroszország (BLR) |
| 2020, Tokió          | Emma McKeon · Ausztrália (AUS)         | Sarah Sjöström · Svédország (SWE)                  | Pernille Blume · Dánia (DEN)                       |
| 2024, Párizs         |                                        |                                                    |                                                    |

### 100 méter gyors
| Olimpia              | Arany                                       | Ezüst                                              | Bronz                                          |
| 1912, Stockholm      | Fanny Durack · Ausztrálázsia (ANZ)          | Mina Wylie · Ausztrálázsia (ANZ)                   | Jennie Fletcher · Nagy-Britannia (GBR)         |
| 1920, Antwerpen      | Ethelda Bleibtrey · Egyesült Államok (USA)  | Irene Guest · Egyesült Államok (USA)               | Frances Schroth · Egyesült Államok (USA)       |
| 1924, Párizs         | Ethel Lackie · Egyesült Államok (USA)       | Mariechen Wehselau · Egyesült Államok (USA)        | Gertrude Ederle · Egyesült Államok (USA)       |
| 1928, Amszterdam     | Albina Osipowich · Egyesült Államok (USA)   | Eleanor Garatti · Egyesült Államok (USA)           | Joyce Cooper · Nagy-Britannia (GBR)            |
| 1932, Los Angeles    | Helene Madison · Egyesült Államok (USA)     | Willy den Ouden · Hollandia (NED)                  | Eleanor Saville · Egyesült Államok (USA)       |
| 1936, Berlin         | Rie Mastenbroek · Hollandia (NED)           | Jeannette Campbell · Argentína (ARG)               | Gisela Arendt · Németország (GER)              |
| 1948, London         | Greta Andersen · Dánia (DEN)                | Ann Curtis · Egyesült Államok (USA)                | Marie-Louise Linssen-Vaessen · Hollandia (NED) |
| 1952, Helsinki       | Szőke Katalin · Magyarország (HUN)          | Hannie Termeulen · Hollandia (NED)                 | Temes Judit · Magyarország (HUN)               |
| 1956, Melbourne      | Dawn Fraser · Ausztrália (AUS)              | Lorraine Crapp · Ausztrália (AUS)                  | Faith Leech · Ausztrália (AUS)                 |
| 1960, Róma           | Dawn Fraser · Ausztrália (AUS)              | Christine von Saltza · Egyesült Államok (USA)      | Natalie Steward · Nagy-Britannia (GBR)         |
| 1964, Tokió          | Dawn Fraser · Ausztrália (AUS)              | Sharon Stouder · Egyesült Államok (USA)            | Kathleen Ellis · Egyesült Államok (USA)        |
| 1968, Mexikóváros    | Jan Henne · Egyesült Államok (USA)          | Susan Pedersen · Egyesült Államok (USA)            | Linda Gustavson · Egyesült Államok (USA)       |
| 1972, München        | Sandra Neilson · Egyesült Államok (USA)     | Shirley Babashoff · Egyesült Államok (USA)         | Shane Gould · Ausztrália (AUS)                 |
| 1976, Montréal       | Kornelia Ender · NDK (GDR)                  | Petra Priemer · NDK (GDR)                          | Enith Brigitha · Hollandia (NED)               |
| 1980, Moszkva        | Barbara Krause · NDK (GDR)                  | Caren Metschuck · NDK (GDR)                        | Ines Diers · NDK (GDR)                         |
| 1984, Los Angeles    | Nancy Hogshead · Egyesült Államok (USA)     | Nem adták ki                                       | Annemarie Verstappen · Hollandia (NED)         |
| 1984, Los Angeles    | Carrie Steinseifer · Egyesült Államok (USA) | Nem adták ki                                       | Annemarie Verstappen · Hollandia (NED)         |
| 1988, Szöul          | Kristin Otto · NDK (GDR)                    | Zhuang Yong · Kína (CHN)                           | Catherine Plewinski · Franciaország (FRA)      |
| 1992, Barcelona      | Zhuang Yong · Kína (CHN)                    | Jenny Thompson · Egyesült Államok (USA)            | Franziska van Almsick · Németország (GER)      |
| 1996, Atlanta        | Le Jingyi · Kína (CHN)                      | Sandra Völker · Németország (GER)                  | Angel Martino · Egyesült Államok (USA)         |
| 2000, Sydney         | Inge de Bruijn · Hollandia (NED)            | Therese Alshammar · Svédország (SWE)               | Jenny Thompson · Egyesült Államok (USA)        |
| 2000, Sydney         | Inge de Bruijn · Hollandia (NED)            | Therese Alshammar · Svédország (SWE)               | Dara Torres · Egyesült Államok (USA)           |
| 2004, Athén          | Jodie Henry · Ausztrália (AUS)              | Inge de Bruijn · Hollandia (NED)                   | Natalie Coughlin · Egyesült Államok (USA)      |
| 2008, Peking         | Britta Steffen · Németország (GER)          | Lisbeth Trickett · Ausztrália (AUS)                | Natalie Coughlin · Egyesült Államok (USA)      |
| 2012, London         | Ranomi Kromowidjojo · Hollandia (NED)       | Aljakszandra Heraszimenya · Fehéroroszország (BLR) | Tang Ji · Kína (CHN)                           |
| 2016, Rio de Janeiro | Simone Manuel · Egyesült Államok (USA)      | nem adták ki                                       | Sarah Sjöström · Svédország (SWE)              |
| 2016, Rio de Janeiro | Penny Oleksiak · Kanada (CAN)}              | nem adták ki                                       | Sarah Sjöström · Svédország (SWE)              |
| 2020, Tokió          | Emma McKeon · Ausztrália (AUS)              | Siobhan Haughey · Hongkong (HKG)                   | Cate Campbell · Ausztrália (AUS)               |
| 2024, Párizs         |                                             |                                                    |                                                |

### 200 méter gyors
| Olimpia              | Arany                                    | Ezüst                                      | Bronz                                      |
| 1968, Mexikóváros    | Debbie Meyer · Egyesült Államok (USA)    | Jan Henne · Egyesült Államok (USA)         | Jane Barkman · Egyesült Államok (USA)      |
| 1972, München        | Shane Gould · Ausztrália (AUS)           | Shirley Babashoff · Egyesült Államok (USA) | Keena Rothhammer · Egyesült Államok (USA)  |
| 1976, Montréal       | Kornelia Ender · NDK (GDR)               | Shirley Babashoff · Egyesült Államok (USA) | Enith Brigitha · Hollandia (NED)           |
| 1980, Moszkva        | Barbara Krause · NDK (GDR)               | Ines Diers · NDK (GDR)                     | Carmela Schmidt · NDK (GDR)                |
| 1984, Los Angeles    | Mary Wayte · Egyesült Államok (USA)      | Cynthia Woodhead · Egyesült Államok (USA)  | Annemarie Verstappen · Hollandia (NED)     |
| 1988, Szöul          | Heike Friedrich · NDK (GDR)              | Silvia Poll · Costa Rica (CRC)             | Manuela Stellmach · NDK (GDR)              |
| 1992, Barcelona      | Nicole Haislett · Egyesült Államok (USA) | Franziska van Almsick · Németország (GER)  | Kerstin Kielgass · Németország (GER)       |
| 1996, Atlanta        | Claudia Poll · Costa Rica (CRC)          | Franziska van Almsick · Németország (GER)  | Dagmar Hase · Németország (GER)            |
| 2000, Sydney         | Susie O'Neill · Ausztrália (AUS)         | Martina Moravcová · Szlovákia (SVK)        | Claudia Poll · Costa Rica (CRC)            |
| 2004, Athén          | Camelia Potec · Románia (ROU)            | Federica Pellegrini · Olaszország (ITA)    | Solenne Figuès · Franciaország (FRA)       |
| 2008, Peking         | Federica Pellegrini · Olaszország (ITA)  | Sara Isakovič · Szlovénia (SLO)            | Pang Csia-jing (Pang Jiaying) · Kína (CHN) |
| 2012, London         | Allison Schmitt · Egyesült Államok (USA) | Camille Muffat · Franciaország (FRA)       | Bronte Barratt · Ausztrália (AUS)          |
| 2016, Rio de Janeiro | Katie Ledecky · Egyesült Államok (USA)   | Sarah Sjöström · Svédország (SWE)          | Emma McKeon · Ausztrália (AUS)             |
| 2020, Tokió          | Ariarne Titmus · Ausztrália (AUS)        | Siobhan Haughey · Hongkong (HKG)           | Penny Oleksiak · Kanada (CAN)              |
| 2024, Párizs         |                                          |                                            |                                            |

### 400 méter gyors
| Olimpia              | Arany                                         | Ezüst                                       | Bronz                                       |
| 1924, Párizs         | Martha Norelius · Egyesült Államok (USA)      | Helen Wainwright · Egyesült Államok (USA)   | Gertrude Ederle · Egyesült Államok (USA)    |
| 1928, Amszterdam     | Martha Norelius · Egyesült Államok (USA)      | Marie Braun · Hollandia (NED)               | Josephine McKim · Egyesült Államok (USA)    |
| 1932, Los Angeles    | Helene Madison · Egyesült Államok (USA)       | Lenore Kight · Egyesült Államok (USA)       | Jenny Maakal · Dél-afrikai Unió (RSA)       |
| 1936, Berlin         | Rie Mastenbroek · Hollandia (NED)             | Ragnhild Hveger · Dánia (DEN)               | Lenore Kight · Egyesült Államok (USA)       |
| 1948, London         | Ann Curtis · Egyesült Államok (USA)           | Karen Harup · Dánia (DEN)                   | Catherine Gibson · Nagy-Britannia (GBR)     |
| 1952, Helsinki       | Gyenge Valéria · Magyarország (HUN)           | Novák Éva · Magyarország (HUN)              | Evelyn Kawamoto · Egyesült Államok (USA)    |
| 1956, Melbourne      | Lorraine Crapp · Ausztrália (AUS)             | Dawn Fraser · Ausztrália (AUS)              | Sylvia Ruuska · Egyesült Államok (USA)      |
| 1960, Róma           | Christine von Saltza · Egyesült Államok (USA) | Jane Cederqvist · Svédország (SWE)          | Tineke Lagerberg · Hollandia (NED)          |
| 1964, Tokió          | Virginia Duenkel · Egyesült Államok (USA)     | Marilyn Ramenofsky · Egyesült Államok (USA) | Terri Lee Stickles · Egyesült Államok (USA) |
| 1968, Mexikóváros    | Debbie Meyer · Egyesült Államok (USA)         | Linda Gustavson · Egyesült Államok (USA)    | Karen Moras · Ausztrália (AUS)              |
| 1972, München        | Shane Gould · Ausztrália (AUS)                | Novella Calligaris · Olaszország (ITA)      | Gudrun Wegner · NDK (GDR)                   |
| 1976, Montréal       | Petra Thümer · NDK (GDR)                      | Shirley Babashoff · Egyesült Államok (USA)  | Shannon Smith · Kanada (CAN)                |
| 1980, Moszkva        | Ines Diers · NDK (GDR)                        | Petra Schneider · NDK (GDR)                 | Carmela Schmidt · NDK (GDR)                 |
| 1984, Los Angeles    | Tiffany Cohen · Egyesült Államok (USA)        | Sarah Hardcastle · Nagy-Britannia (GBR)     | June Croft · Nagy-Britannia (GBR)           |
| 1988, Szöul          | Janet Evans · Egyesült Államok (USA)          | Heike Friedrich · NDK (GDR)                 | Anke Möhring · NDK (GDR)                    |
| 1992, Barcelona      | Dagmar Hase · Németország (GER)               | Janet Evans · Egyesült Államok (USA)        | Hayley Lewis · Ausztrália (AUS)             |
| 1996, Atlanta        | Michelle Smith · Írország (IRL)               | Dagmar Hase · Németország (GER)             | Kirsten Vlieghuis · Hollandia (NED)         |
| 2000, Sydney         | Brooke Bennett · Egyesült Államok (USA)       | Diana Munz · Egyesült Államok (USA)         | Claudia Poll · Costa Rica (CRC)             |
| 2004, Athén          | Laure Manaudou · Franciaország (FRA)          | Otylia Jędrzejczak · Lengyelország (POL)    | Kaitlin Sandeno · Egyesült Államok (USA)    |
| 2008, Peking         | Rebecca Adlington · Nagy-Britannia (GBR)      | Katie Hoff · Egyesült Államok (USA)         | Joanne Jackson · Nagy-Britannia (GBR)       |
| 2012, London         | Camille Muffat · Franciaország (FRA)          | Allison Schmitt · Egyesült Államok (USA)    | Rebecca Adlington · Nagy-Britannia (GBR)    |
| 2016, Rio de Janeiro | Katie Ledecky · Egyesült Államok (USA)        | Jazmin Carlin · Nagy-Britannia (GBR)        | Leah Smith · Egyesült Államok (USA)         |
| 2020, Tokió          | Ariarne Titmus · Ausztrália (AUS)             | Katie Ledecky · Egyesült Államok (USA)      | Li Ping-csie (Li Bingjie) · Kína (CHN)      |
| 2024, Párizs         |                                               |                                             |                                             |

### 800 méter gyors
| Olimpia              | Arany                                     | Ezüst                                        | Bronz                                    |
| 1968, Mexikóváros    | Debbie Meyer · Egyesült Államok (USA)     | Pamela Kruse · Egyesült Államok (USA)        | María Teresa Ramírez · Mexikó (MEX)      |
| 1972, München        | Keena Rothhammer · Egyesült Államok (USA) | Shane Gould · Ausztrália (AUS)               | Novella Calligaris · Olaszország (ITA)   |
| 1976, Montréal       | Petra Thümer · NDK (GDR)                  | Shirley Babashoff · Egyesült Államok (USA)   | Wendy Weinberg · Egyesült Államok (USA)  |
| 1980, Moszkva        | Michelle Ford · Ausztrália (AUS)          | Ines Diers · NDK (GDR)                       | Heike Dähne · NDK (GDR)                  |
| 1984, Los Angeles    | Tiffany Cohen · Egyesült Államok (USA)    | Michelle Richardson · Egyesült Államok (USA) | Sarah Hardcastle · Nagy-Britannia (GBR)  |
| 1988, Szöul          | Janet Evans · Egyesült Államok (USA)      | Astrid Strauß · NDK (GDR)                    | Julie McDonald · Ausztrália (AUS)        |
| 1992, Barcelona      | Janet Evans · Egyesült Államok (USA)      | Hayley Lewis · Ausztrália (AUS)              | Jana Henke · Németország (GER)           |
| 1996, Atlanta        | Brooke Bennett · Egyesült Államok (USA)   | Dagmar Hase · Németország (GER)              | Kirsten Vlieghuis · Hollandia (NED)      |
| 2000, Sydney         | Brooke Bennett · Egyesült Államok (USA)   | Jana Klocskova · Ukrajna (UKR)               | Kaitlin Sandeno · Egyesült Államok (USA) |
| 2004, Athén          | Sibata Ai · Japán (JPN)                   | Laure Manaudou · Franciaország (FRA)         | Diana Munz · Egyesült Államok (USA)      |
| 2008, Peking         | Rebecca Adlington · Nagy-Britannia (GBR)  | Alessia Filippi · Olaszország (ITA)          | Lotte Friis · Dánia (DEN)                |
| 2012, London         | Katie Ledecky · Egyesült Államok (USA)    | Mireia Belmonte García · Spanyolország (ESP) | Rebecca Adlington · Nagy-Britannia (GBR) |
| 2016, Rio de Janeiro | Katie Ledecky · Egyesült Államok (USA)    | Jazmin Carlin · Nagy-Britannia (GBR)         | Kapás Boglárka · Magyarország (HUN)      |
| 2020, Tokió          | Katie Ledecky · Egyesült Államok (USA)    | Ariarne Titmus · Ausztrália (AUS)            | Simona Quadarella · Olaszország (ITA)    |
| 2024, Párizs         |                                           |                                              |                                          |

### 1500 méter gyors
| Olimpia      | Arany                                  | Ezüst                                   | Bronz                            |
| 2020, Tokió  | Katie Ledecky · Egyesült Államok (USA) | Erica Sullivan · Egyesült Államok (USA) | Sarah Köhler · Németország (GER) |
| 2024, Párizs |                                        |                                         |                                  |

### 100 méter hát
| Olimpia              | Arany                                     | Ezüst                                      | Bronz                                          |
| 1924, Párizs         | Sybil Bauer · Egyesült Államok (USA)      | Phyllis Harding · Nagy-Britannia (GBR)     | Aileen Riggin · Egyesült Államok (USA)         |
| 1928, Amszterdam     | Marie Braun · Hollandia (NED)             | Ellen King · Nagy-Britannia (GBR)          | Joyce Cooper · Nagy-Britannia (GBR)            |
| 1932, Los Angeles    | Eleanor Holm · Egyesült Államok (USA)     | Bonnie Mealing · Ausztrália (AUS)          | Valerie Davies · Nagy-Britannia (GBR)          |
| 1936, Berlin         | Nida Senff · Hollandia (NED)              | Rie Mastenbroek · Hollandia (NED)          | Alice Bridges · Egyesült Államok (USA)         |
| 1948, London         | Karen Harup · Dánia (DEN)                 | Suzanne Zimmerman · Egyesült Államok (USA) | Judy-Joy Davies · Ausztrália (AUS)             |
| 1952, Helsinki       | Joan Harrison · Dél-afrikai Unió (RSA)    | Geertje Wielema · Hollandia (NED)          | Jean Stewart · Új-Zéland (NZL)                 |
| 1956, Melbourne      | Judy Grinham · Nagy-Britannia (GBR)       | Carin Cone · Egyesült Államok (USA)        | Margaret Edwards · Nagy-Britannia (GBR)        |
| 1960, Róma           | Lynn Burke · Egyesült Államok (USA)       | Natalie Steward · Nagy-Britannia (GBR)     | Tanaka Szatoko · Japán (JPN)                   |
| 1964, Tokió          | Cathy Ferguson · Egyesült Államok (USA)   | Kiki Caron · Franciaország (FRA)           | Virginia Duenkel · Egyesült Államok (USA)      |
| 1968, Mexikóváros    | Kaye Hall · Egyesült Államok (USA)        | Elaine Tanner · Kanada (CAN)               | Jane Swagerty · Egyesült Államok (USA)         |
| 1972, München        | Melissa Belote · Egyesült Államok (USA)   | Gyarmati Andrea · Magyarország (HUN)       | Susanne Atwood · Egyesült Államok (USA)        |
| 1976, Montréal       | Ulrike Richter · NDK (GDR)                | Birgit Treiber · NDK (GDR)                 | Nancy Garapick · Kanada (CAN)                  |
| 1980, Moszkva        | Rica Reinisch · NDK (GDR)                 | Ina Kleber · NDK (GDR)                     | Petra Riedel · NDK (GDR)                       |
| 1984, Los Angeles    | Theresa Andrews · Egyesült Államok (USA)  | Betsy Mitchell · Egyesült Államok (USA)    | Jolanda de Rover · Hollandia (NED)             |
| 1988, Szöul          | Kristin Otto · NDK (GDR)                  | Egerszegi Krisztina · Magyarország (HUN)   | Cornelia Sirch · NDK (GDR)                     |
| 1992, Barcelona      | Egerszegi Krisztina · Magyarország (HUN)  | Szabó Tünde · Magyarország (HUN)           | Lea Loveless · Egyesült Államok (USA)          |
| 1996, Atlanta        | Beth Botsford · Egyesült Államok (USA)    | Whitney Hedgepeth · Egyesült Államok (USA) | Marianne Kriel · Dél-afrikai Köztársaság (RSA) |
| 2000, Sydney         | Diana Mocanu · Románia (ROU)              | Nakamura Mai · Japán (JPN)                 | Nina Zhivanevskaya · Spanyolország (ESP)       |
| 2004, Athén          | Natalie Coughlin · Egyesült Államok (USA) | Kirsty Coventry · Zimbabwe (ZIM)           | Laure Manaudou · Franciaország (FRA)           |
| 2008, Peking         | Natalie Coughlin · Egyesült Államok (USA) | Kirsty Coventry · Zimbabwe (ZIM)           | Margaret Hoelzer · Egyesült Államok (USA)      |
| 2012, London         | Missy Franklin · Egyesült Államok (USA)   | Emily Seebohm · Ausztrália (AUS)           | Terakava Aja · Japán (JPN)                     |
| 2016, Rio de Janeiro | Hosszú Katinka · Magyarország (HUN)       | Kathleen Baker · Egyesült Államok (USA)    | Kylie Masse · Kanada (CAN)                     |
| 2016, Rio de Janeiro | Hosszú Katinka · Magyarország (HUN)       | Kathleen Baker · Egyesült Államok (USA)    | Fu Jüan-huj (Fu Yuan-hui) · Kína (CHN)         |
| 2020, Tokió          | Kaylee McKeown · Ausztrália (AUS)         | Kylie Masse · Kanada (CAN)                 | Regan Smith · Egyesült Államok (USA)           |
| 2024, Párizs         |                                           |                                            |                                                |

### 200 méter hát
| Olimpia              | Arany                                    | Ezüst                                      | Bronz                                     |
| 1968, Mexikóváros    | Lillian Watson · Egyesült Államok (USA)  | Elaine Tanner · Kanada (CAN)               | Kaye Hall · Egyesült Államok (USA)        |
| 1972, München        | Melissa Belote · Egyesült Államok (USA)  | Susanne Atwood · Egyesült Államok (USA)    | Donna-Marie Gurr · Kanada (CAN)           |
| 1976, Montréal       | Ulrike Richter · NDK (GDR)               | Birgit Treiber · NDK (GDR)                 | Nancy Garapick · Kanada (CAN)             |
| 1980, Moszkva        | Rica Reinisch · NDK (GDR)                | Cornelia Polit · NDK (GDR)                 | Birgit Treiber · NDK (GDR)                |
| 1984, Los Angeles    | Jolanda de Rover · Hollandia (NED)       | Amy White · Egyesült Államok (USA)         | Aneta Patrascoiu · Románia (ROU)          |
| 1988, Szöul          | Egerszegi Krisztina · Magyarország (HUN) | Katrin Zimmermann · NDK (GDR)              | Cornelia Sirch · NDK (GDR)                |
| 1992, Barcelona      | Egerszegi Krisztina · Magyarország (HUN) | Dagmar Hase · Németország (GER)            | Nicole Stevenson · Ausztrália (AUS)       |
| 1996, Atlanta        | Egerszegi Krisztina · Magyarország (HUN) | Whitney Hedgepeth · Egyesült Államok (USA) | Cathleen Rund · Németország (GER)         |
| 2000, Sydney         | Diana Mocanu · Románia (ROU)             | Roxana Maracineanu · Franciaország (FRA)   | Nakao Miki · Japán (JPN)                  |
| 2004, Athén          | Kirsty Coventry · Zimbabwe (ZIM)         | Sztanyiszlava Komarova · Oroszország (RUS) | Antje Buschschulte · Németország (GER)    |
| 2004, Athén          | Kirsty Coventry · Zimbabwe (ZIM)         | Sztanyiszlava Komarova · Oroszország (RUS) | Nakamura Reiko · Japán (JPN)              |
| 2008, Peking         | Kirsty Coventry · Zimbabwe (ZIM)         | Margaret Hoelzer · Egyesült Államok (USA)  | Nakamura Reiko · Japán (JPN)              |
| 2012, London         | Missy Franklin · Egyesült Államok (USA)  | Anasztaszija Zujeva · Oroszország (RUS)    | Elizabeth Beisel · Egyesült Államok (USA) |
| 2016, Rio de Janeiro | Maya DiRado · Egyesült Államok (USA)     | Hosszú Katinka · Magyarország (HUN)        | Hilary Caldwell · Kanada (CAN)            |
| 2020, Tokió          | Kaylee McKeown · Ausztrália (AUS)        | Kylie Masse · Kanada (CAN)                 | Emily Seebohm · Ausztrália (AUS)          |
| 2024, Párizs         |                                          |                                            |                                           |

### 100 méter mell
| Olimpia              | Arany                                          | Ezüst                                               | Bronz                                          |
| 1968, Mexikóváros    | Đurđica Bjedov · Jugoszlávia (YUG)             | Galina Prozumenscsikova · Szovjetunió (URS)         | Sharon Wichman · Egyesült Államok (USA)        |
| 1972, München        | Catherine Carr · Egyesült Államok (USA)        | Galina Sztyepanova · Szovjetunió (URS)              | Beverley Whitfield · Ausztrália (AUS)          |
| 1976, Montréal       | Hannelore Anke · NDK (GDR)                     | Ljubov Ruszanova · Szovjetunió (URS)                | Marina Kosevaja · Szovjetunió (URS)            |
| 1980, Moszkva        | Ute Geweniger · NDK (GDR)                      | Elvira Vaszilkova · Szovjetunió (URS)               | Susanne Nielsson · Dánia (DEN)                 |
| 1984, Los Angeles    | Petra van Staveren · Hollandia (NED)           | Anne Ottenbrite · Kanada (CAN)                      | Catherine Poirot · Franciaország (FRA)         |
| 1988, Szöul          | Tanya Dangalakova · Bulgária (BUL)             | Antoaneta Frenkeva · Bulgária (BUL)                 | Silke Hörner · NDK (GDR)                       |
| 1992, Barcelona      | Jelena Rudkovszkaja · Egyesített Csapat (EUN)  | Anita Nall · Egyesült Államok (USA)                 | Samantha Riley · Ausztrália (AUS)              |
| 1996, Atlanta        | Penelope Heyns · Dél-afrikai Köztársaság (RSA) | Amanda Beard · Egyesült Államok (USA)               | Samantha Riley · Ausztrália (AUS)              |
| 2000, Sydney         | Megan Quann · Egyesült Államok (USA)           | Leisel Jones · Ausztrália (AUS)                     | Penelope Heyns · Dél-afrikai Köztársaság (RSA) |
| 2004, Athén          | Lo Hszüe-csüan (Luo Xuejuan) · Kína (CHN)      | Brooke Hanson · Ausztrália (AUS)                    | Leisel Jones · Ausztrália (AUS)                |
| 2008, Peking         | Leisel Jones · Ausztrália (AUS)                | Rebecca Soni · Egyesült Államok (USA)               | Mirna Jukić · Ausztria (AUT)                   |
| 2012, London         | Rūta Meilutytė · Litvánia (LTU)                | Rebecca Soni · Egyesült Államok (USA)               | Szuzuki Szatomi · Japán (JPN)                  |
| 2016, Rio de Janeiro | Lilly King · Egyesült Államok (USA)            | Julija Jefimova · Oroszország (RUS)                 | Catherine Meili · Egyesült Államok (USA)       |
| 2020, Tokió          | Lydia Jacoby · Egyesült Államok (USA)          | Tatjana Schoenmaker · Dél-afrikai Köztársaság (RSA) | Lilly King · Egyesült Államok (USA)            |
| 2024, Párizs         |                                                |                                                     |                                                |

### 200 méter mell
| Olimpia              | Arany                                               | Ezüst                                           | Bronz                                             |
| 1924, Párizs         | Lucy Morton · Nagy-Britannia (GBR)                  | Agnes Geraghty · Egyesült Államok (USA)         | Gladys Carson · Nagy-Britannia (GBR)              |
| 1928, Amszterdam     | Hilde Schrader · Németország (GER)                  | Mietje Baron · Hollandia (NED)                  | Charlotte Mühe · Németország (GER)                |
| 1932, Los Angeles    | Clare Dennis · Ausztrália (AUS)                     | Maehata Hideko · Japán (JPN)                    | Else Jacobsen · Dánia (DEN)                       |
| 1936, Berlin         | Maehata Hideko · Japán (JPN)                        | Martha Genenger · Németország (GER)             | Inge Sørensen · Dánia (DEN)                       |
| 1948, London         | Nel van Vliet · Hollandia (NED)                     | Nancy Lyons · Ausztrália (AUS)                  | Novák Éva · Magyarország (HUN)                    |
| 1952, Helsinki       | Székely Éva · Magyarország (HUN)                    | Novák Éva · Magyarország (HUN)                  | Elenor Gordon · Nagy-Britannia (GBR)              |
| 1956, Melbourne      | Ursula Happe · Egyesült Német Csapat (EUA)          | Székely Éva · Magyarország (HUN)                | Eva-Maria ten Elsen · Egyesült Német Csapat (EUA) |
| 1960, Róma           | Anita Lonsbrough · Nagy-Britannia (GBR)             | Wiltrud Urselmann · Egyesült Német Csapat (EUA) | Barbara Göbel · Egyesült Német Csapat (EUA)       |
| 1964, Tokió          | Galina Prozumenscsikova · Szovjetunió (URS)         | Claudia Kolb · Egyesült Államok (USA)           | Szvetlana Babanyina · Szovjetunió (URS)           |
| 1968, Mexikóváros    | Sharon Wichman · Egyesült Államok (USA)             | Đurđica Bjedov · Jugoszlávia (YUG)              | Galina Prozumenscsikova · Szovjetunió (URS)       |
| 1972, München        | Beverley Whitfield · Ausztrália (AUS)               | Dana Schoenfield · Egyesült Államok (USA)       | Galina Sztyepanova · Szovjetunió (URS)            |
| 1976, Montréal       | Marina Kosevaja · Szovjetunió (URS)                 | Marina Jurcsenya · Szovjetunió (URS)            | Ljubov Ruszanova · Szovjetunió (URS)              |
| 1980, Moszkva        | Lina Kačiušitė · Szovjetunió (URS)                  | Szvetlana Varganova · Szovjetunió (URS)         | Julija Bogdanov · Szovjetunió (URS)               |
| 1984, Los Angeles    | Anne Ottenbrite · Kanada (CAN)                      | Susan Rapp · Egyesült Államok (USA)             | Ingrid Lempereur · Belgium (BEL)                  |
| 1988, Szöul          | Silke Hörner · NDK (GDR)                            | Huang Hsziao-min (Huang Xiaomin) · Kína (CHN)   | Antoaneta Frenkeva · Bulgária (BUL)               |
| 1992, Barcelona      | Ivaszaki Kjóko · Japán (JPN)                        | Lin Li · Kína (CHN)                             | Anita Nall · Egyesült Államok (USA)               |
| 1996, Atlanta        | Penelope Heyns · Dél-afrikai Köztársaság (RSA)      | Amanda Beard · Egyesült Államok (USA)           | Kovács Ágnes · Magyarország (HUN)                 |
| 2000, Sydney         | Kovács Ágnes · Magyarország (HUN)                   | Kristy Kowal · Egyesült Államok (USA)           | Amanda Beard · Egyesült Államok (USA)             |
| 2004, Athén          | Amanda Beard · Egyesült Államok (USA)               | Leisel Jones · Ausztrália (AUS)                 | Anne Poleska · Németország (GER)                  |
| 2008, Peking         | Rebecca Soni · Egyesült Államok (USA)               | Leisel Jones · Ausztrália (AUS)                 | Sara Nordenstam · Norvégia (NOR)                  |
| 2012, London         | Rebecca Soni · Egyesült Államok (USA)               | Szuzuki Szatomi · Japán (JPN)                   | Julija Jefimova · Oroszország (RUS)               |
| 2016, Rio de Janeiro | Kanetó Rie · Japán (JPN)                            | Julija Jefimova · Oroszország (RUS)             | Si Csing-lin (Shi Jinglin) · Kína (CHN)           |
| 2020, Tokió          | Tatjana Schoenmaker · Dél-afrikai Köztársaság (RSA) | Lilly King · Egyesült Államok (USA)             | Annie Lazor · Egyesült Államok (USA)              |

### 100 méter pillangó
| Olimpia              | Arany                                    | Ezüst                                           | Bronz                                     |
| 1956, Melbourne      | Shelley Mann · Egyesült Államok (USA)    | Nancy Ramey · Egyesült Államok (USA)            | Mary Sears · Egyesült Államok (USA)       |
| 1960, Róma           | Carolyn Schuler · Egyesült Államok (USA) | Marianne Heemskerk · Hollandia (NED)            | Jan Andrew · Ausztrália (AUS)             |
| 1964, Tokió          | Sharon Stouder · Egyesült Államok (USA)  | Ada Kok · Hollandia (NED)                       | Kathleen Ellis · Egyesült Államok (USA)   |
| 1968, Mexikóváros    | Lyn McClements · Ausztrália (AUS)        | Ellie Daniel · Egyesült Államok (USA)           | Susan Shields · Egyesült Államok (USA)    |
| 1972, München        | Aoki Majumi · Japán (JPN)                | Roswitha Beier · NDK (GDR)                      | Gyarmati Andrea · Magyarország (HUN)      |
| 1976, Montréal       | Kornelia Ender · NDK (GDR)               | Andrea Pollack · NDK (GDR)                      | Wendy Boglioli · Egyesült Államok (USA)   |
| 1980, Moszkva        | Caren Metschuck · NDK (GDR)              | Andrea Pollack · NDK (GDR)                      | Christiane Knacke · NDK (GDR)             |
| 1984, Los Angeles    | Mary Meagher · Egyesült Államok (USA)    | Jenna Johnson · Egyesült Államok (USA)          | Karin Seick · NSZK (FRG)                  |
| 1988, Szöul          | Kristin Otto · NDK (GDR)                 | Birte Weigang · NDK (GDR)                       | Qian Hong · Kína (CHN)                    |
| 1992, Barcelona      | Qian Hong · Kína (CHN)                   | Crissy Ahmann-Leighton · Egyesült Államok (USA) | Catherine Plewinski · Franciaország (FRA) |
| 1996, Atlanta        | Amy Van Dyken · Egyesült Államok (USA)   | Liu Limin · Kína (CHN)                          | Angel Martino · Egyesült Államok (USA)    |
| 2000, Sydney         | Inge de Bruijn · Hollandia (NED)         | Martina Moravcová · Szlovákia (SVK)             | Dara Torres · Egyesült Államok (USA)      |
| 2004, Athén          | Petria Thomas · Ausztrália (AUS)         | Otylia Jędrzejczak · Lengyelország (POL)        | Inge de Bruijn · Hollandia (NED)          |
| 2008, Peking         | Lisbeth Trickett · Ausztrália (AUS)      | Christine Magnuson · Egyesült Államok (USA)     | Jessicah Schipper · Ausztrália (AUS)      |
| 2012, London         | Dana Vollmer · Egyesült Államok (USA)    | Lu Ying · Kína (CHN)                            | Alicia Coutts · Ausztrália (AUS)          |
| 2016, Rio de Janeiro | Sarah Sjöström · Svédország (SWE)        | Penny Oleksiak · Kanada (CAN)                   | Dana Vollmer · Egyesült Államok (USA)     |
| 2020, Tokió          | Maggie MacNeil · Kanada (CAN)            | Csang Jü-fej (Zhang Yufei) · Kína (CHN)         | Emma McKeon · Ausztrália (AUS)            |
| 2024, Párizs         |                                          |                                                 |                                           |

### 200 méter pillangó
| Olimpia              | Arany                                    | Ezüst                                      | Bronz                                    |
| 1968, Mexikóváros    | Ada Kok · Hollandia (NED)                | Helga Lindner · NDK (GDR)                  | Ellie Daniel · Egyesült Államok (USA)    |
| 1972, München        | Karen Moe · Egyesült Államok (USA)       | Lynn Colella · Egyesült Államok (USA)      | Ellie Daniel · Egyesült Államok (USA)    |
| 1976, Montréal       | Andrea Pollack · NDK (GDR)               | Ulrike Tauber · NDK (GDR)                  | Rosemarie Kother-Gabriel · NDK (GDR)     |
| 1980, Moszkva        | Ines Geißler · NDK (GDR)                 | Sybille Schönrock · NDK (GDR)              | Michelle Ford · Ausztrália (AUS)         |
| 1984, Los Angeles    | Mary Meagher · Egyesült Államok (USA)    | Karen Phillips · Ausztrália (AUS)          | Ina Beyermann · NSZK (FRG)               |
| 1988, Szöul          | Kathleen Nord · NDK (GDR)                | Birte Weigang · NDK (GDR)                  | Mary Meagher · Egyesült Államok (USA)    |
| 1992, Barcelona      | Summer Sanders · Egyesült Államok (USA)  | Wang Xiaohong · Kína (CHN)                 | Susie O'Neill · Ausztrália (AUS)         |
| 1996, Atlanta        | Susie O'Neill · Ausztrália (AUS)         | Petria Thomas · Ausztrália (AUS)           | Michelle Smith · Írország (IRL)          |
| 2000, Sydney         | Misty Hyman · Egyesült Államok (USA)     | Susie O'Neill · Ausztrália (AUS)           | Petria Thomas · Ausztrália (AUS)         |
| 2004, Athén          | Otylia Jędrzejczak · Lengyelország (POL) | Petria Thomas · Ausztrália (AUS)           | Nakanisi Júko · Japán (JPN)              |
| 2008, Peking         | Liu Ce-ko (Liu Zige) · Kína (CHN)        | Csiao Liu-jang (Jiao Liuyang) · Kína (CHN) | Jessicah Schipper · Ausztrália (AUS)     |
| 2012, London         | Jiao Liuyang · Kína (CHN)                | Mireia Belmonte · Spanyolország (ESP)      | Hosi Nacumi · Japán (JPN)                |
| 2016, Rio de Janeiro | Mireia Belmonte · Spanyolország (ESP)    | Madeline Groves · Ausztrália (AUS)         | Hosi Nacumi · Japán (JPN)                |
| 2020, Tokió          | Csang Jü-fej (Zhang Yufei) · Kína (CHN)  | Regan Smith · Egyesült Államok (USA)       | Hali Flickinger · Egyesült Államok (USA) |
| 2024, Párizs         |                                          |                                            |                                          |

### 200 méter vegyes
| Olimpia              | Arany                                   | Ezüst                                         | Bronz                                      |
| 1968, Mexikóváros    | Claudia Kolb · Egyesült Államok (USA)   | Susan Pedersen · Egyesült Államok (USA)       | Jan Henne · Egyesült Államok (USA)         |
| 1972, München        | Shane Gould · Ausztrália (AUS)          | Kornelia Ender · NDK (GDR)                    | Lynn Vidali · Egyesült Államok (USA)       |
| 1976–1980            | Nem szerepelt az olimpiai programban    | Nem szerepelt az olimpiai programban          | Nem szerepelt az olimpiai programban       |
| 1984, Los Angeles    | Tracy Caulkins · Egyesült Államok (USA) | Nancy Hogshead · Egyesült Államok (USA)       | Michele Pearson · Ausztrália (AUS)         |
| 1988, Szöul          | Daniela Hunger · NDK (GDR)              | Jelena Gyengyeberova · Szovjetunió (URS)      | Noëmi Ildiko Lung · Románia (ROU)          |
| 1992, Barcelona      | Lin Li · Kína (CHN)                     | Summer Sanders · Egyesült Államok (USA)       | Daniela Hunger · Németország (GER)         |
| 1996, Atlanta        | Michelle Smith · Írország (IRL)         | Marianne Limpert · Kanada (CAN)               | Lin Li · Kína (CHN)                        |
| 2000, Sydney         | Jana Klocskova · Ukrajna (UKR)          | Beatrice Câşlaru · Románia (ROU)              | Cristina Teuscher · Egyesült Államok (USA) |
| 2004, Athén          | Jana Klocskova · Ukrajna (UKR)          | Amanda Beard · Egyesült Államok (USA)         | Kirsty Coventry · Zimbabwe (ZIM)           |
| 2008, Peking         | Stephanie Rice · Ausztrália (AUS)       | Kirsty Coventry · Zimbabwe (ZIM)              | Natalie Coughlin · Egyesült Államok (USA)  |
| 2012, London         | Je Si-ven (Ye Shiwen) · Kína (CHN)      | Alicia Coutts · Ausztrália (AUS)              | Caitlin Leverenz · Egyesült Államok (USA)  |
| 2016, Rio de Janeiro | Hosszú Katinka · Magyarország (HUN)     | Siobhan-Marie O'Connor · Nagy-Britannia (GBR) | Maya DiRado · Egyesült Államok (USA)       |
| 2020, Tokió          | Óhasi Jui · Japán (JPN)                 | Alex Walsh · Egyesült Államok (USA)           | Kate Douglass · Egyesült Államok (USA)     |
| 2024, Párizs         |                                         |                                               |                                            |

### 400 méter vegyes
| Olimpia              | Arany                                    | Ezüst                                     | Bronz                                    |
| 1964, Tokió          | Donna de Varona · Egyesült Államok (USA) | Sharon Finneran · Egyesült Államok (USA)  | Martha Randall · Egyesült Államok (USA)  |
| 1968, Mexikóváros    | Claudia Kolb · Egyesült Államok (USA)    | Lynn Vidali · Egyesült Államok (USA)      | Sabine Steinbach · NDK (GDR)             |
| 1972, München        | Gail Neall · Ausztrália (AUS)            | Leslie Cliff · Kanada (CAN)               | Novella Calligaris · Olaszország (ITA)   |
| 1976, Montréal       | Ulrike Tauber · NDK (GDR)                | Cheryl Gibson · Kanada (CAN)              | Becky Smith · Kanada (CAN)               |
| 1980, Moszkva        | Petra Schneider · NDK (GDR)              | Sharron Davies · Nagy-Britannia (GBR)     | Agnieszka Czopek · Lengyelország (POL)   |
| 1984, Los Angeles    | Tracy Caulkins · Egyesült Államok (USA)  | Suzanne Landells · Ausztrália (AUS)       | Petra Zindler · NSZK (FRG)               |
| 1988, Szöul          | Janet Evans · Egyesült Államok (USA)     | Noëmi Ildiko Lung · Románia (ROU)         | Daniela Hunger · NDK (GDR)               |
| 1992, Barcelona      | Egerszegi Krisztina · Magyarország (HUN) | Lin Li · Kína (CHN)                       | Summer Sanders · Egyesült Államok (USA)  |
| 1996, Atlanta        | Michelle Smith · Írország (IRL)          | Allison Wagner · Egyesült Államok (USA)   | Egerszegi Krisztina · Magyarország (HUN) |
| 2000, Sydney         | Jana Klocskova · Ukrajna (UKR)           | Tadzsima Jaszuko · Japán (JPN)            | Beatrice Câşlaru · Románia (ROU)         |
| 2004, Athén          | Jana Klocskova · Ukrajna (UKR)           | Kaitlin Sandeno · Egyesült Államok (USA)  | Georgina Bardach · Argentína (ARG)       |
| 2008, Peking         | Stephanie Rice · Ausztrália (AUS)        | Kirsty Coventry · Zimbabwe (ZIM)          | Katie Hoff · Egyesült Államok (USA)      |
| 2012, London         | Je Si-ven (Ye Shiwen) · Kína (CHN)       | Elizabeth Beisel · Egyesült Államok (USA) | Li Xuanxu · Kína (CHN)                   |
| 2016, Rio de Janeiro | Hosszú Katinka · Magyarország (HUN)      | Maya DiRado · Egyesült Államok (USA)      | Mireia Belmonte · Spanyolország (ESP)    |
| 2020, Tokió          | Óhasi Jui · Japán (JPN)                  | Emma Weyant · Egyesült Államok (USA)      | Hali Flickinger · Egyesült Államok (USA) |
| 2024, Párizs         |                                          |                                           |                                          |

### 4 × 100 méter gyorsváltó
| Olimpia              | Arany | Ezüst | Bronz |
| 1912, Stockholm      | Nagy-Britannia (GBR) · Belle Moore · Jennie Fletcher · Annie Speirs · Irene Steer                                                                                  | Németország (GER) · Wally Dressel · Louise Otto · Hermine Stindt · Grete Rosenberg                                                           | Ausztria (AUT) · Margarete Adler · Klara Milch · Josephine Sticker · Berta Zahourek                                                        |
| 1920, Antwerpen      | Egyesült Államok (USA) · Margaret Woodbridge · Frances Schroth · Irene Guest · Ethelda Bleibtrey                                                                   | Nagy-Britannia (GBR) · Hilda James · Constance Jeans · Charlotte Radcliffe · Grace McKenzie                                                  | Svédország (SWE) · Aina Berg · Emy Machnow · Carin Nilsson · Jane Gylling                                                                  |
| 1924, Párizs         | Egyesült Államok (USA) · Euphrasia Donnelly · Gertrude Ederle · Ethel Lackie · Mariechen Wehselau                                                                  | Nagy-Britannia (GBR) · Florence Barker · Constance Jeans · Grace McKenzie · Iris Tanner                                                      | Svédország (SWE) · Aina Berg · Gurli Ewerlund · Wivian Pettersson · Hjördis Töpel                                                          |
| 1928, Amszterdam     | Egyesült Államok (USA) · Adelaide Lambert · Albina Osipowich · Eleanor Saville · Martha Norelius                                                                   | Nagy-Britannia (GBR) · Joyce Cooper · Iris Tanner · Cissie Stewart · Ellen King                                                              | Dél-afrikai Unió (RSA) · Rhoda Rennie · Freddie van der Goes · Marie Bedford · Kathleen Russell                                            |
| 1932, Los Angeles    | Egyesült Államok (USA) · Helen Johns · Eleanor Saville · Josephine McKim · Helene Madison                                                                          | Hollandia (NED) · Willy den Ouden · Puck Oversloot · Corrie Laddé · Maria Vierdag                                                            | Nagy-Britannia (GBR) · Joyce Cooper · Valerie Davies · Edna Hughes · Helen Varcoe                                                          |
| 1936, Berlin         | Hollandia (NED) · Jopie Selbach · Tini Wagner · Willy den Ouden · Rie Mastenbroek                                                                                  | Németország (GER) · Ruth Halbsguth · Leni Lohmar · Ingeborg Schmitz · Gisela Arendt                                                          | Egyesült Államok (USA) · Katherine Rawls · Bernice Lapp · Mavis Freeman · Olive McKean                                                     |
| 1948, London         | Egyesült Államok (USA) · Marie Corridon · Thelma Kalama · Brenda Helser · Ann Curtis                                                                               | Dánia (DEN) · Eva Riis · Karen Harup · Greta Andersen · Fritze Carstensen                                                                    | Hollandia (NED) · Irma Heijting-Schuhmacher · Margot Marsman · Marie-Louise Linssen-Vaessen · Hannie Termeulen                             |
| 1952, Helsinki       | Magyarország (HUN) · Novák Ilona · Temes Judit · Novák Éva · Szőke Katalin                                                                                         | Hollandia (NED) · Marie-Louise Linssen-Vaessen · Koosje van Voorn · Hannie Termeulen · Irma Heijting-Schuhmacher                             | Egyesült Államok (USA) · Jacqueline Lavine · Marilee Stepan · Joan Alderson-Rosazza · Evelyn Kawamoto                                      |
| 1956, Melbourne      | Ausztrália (AUS) · Dawn Fraser · Faith Leech · Sandra Morgan · Lorraine Crapp · Margaret Gibson* · Elizabeth Fraser*                                               | Egyesült Államok (USA) · Sylvia Ruuska · Shelley Mann · Nancy Simons · Joan Rosazza · Elizabeth Bray* · Kathryn Knapp* · Marley Shriver*     | Dél-afrikai Unió (RSA) · Natalie Myburgh · Susan Roberts · Moira Abernethy · Jeanette Myburgh                                              |
| 1960, Róma           | Egyesült Államok (USA) · Joan Spillane · Shirley Stobs · Carolyn Wood · Christine von Saltza · Molly Botkin* · Donna de Varona* · Susan Doerr* · Sylvia Ruuska*    | Ausztrália (AUS) · Dawn Fraser · Ilsa Konrads · Lorraine Crapp · Alva Colquhuon · Ruth Everuss* · Sandra Morgan*                             | Egyesült Német Csapat (EUA) · Christel Steffin · Heidi Pechstein · Gisela Weiss · Ursel Brunner                                            |
| 1964, Tokió          | Egyesült Államok (USA) · Sharon Stouder · Donna de Varona · Lillian Watson · Kathleen Ellis · Jeanne Hallock* · Erika Bricker* · Lynne Allsup* · Patience Sherman* | Ausztrália (AUS) · Robyn Thorn · Janice Murphy · Lynette Bell · Dawn Fraser · Jan Turner*                                                    | Hollandia (NED) · Pauline van der Wildt · Catharina Beumer · Winnie van Weerdenburg · Erica Terpstra                                       |
| 1968, Mexikóváros    | Egyesült Államok (USA) · Jane Barkman · Linda Gustavson · Susan Pedersen · Jan Henne                                                                               | NDK (GDR) · Gabriele Wetzko · Roswitha Krause · Uta Schmuck · Martina Grunert · Gabriele Perthes*                                            | Kanada (CAN) · Angela Coughlan · Marilyn Corson · Elaine Tanner · Marion Lay                                                               |
| 1972, München        | Egyesült Államok (USA) · Shirley Babashoff · Jane Barkman · Jennifer Kemp · Sandra Neilson · Kim Peyton* · Lynn Skrifvars* · Ann Marshall*                         | NDK (GDR) · Andrea Eife · Kornelia Ender · Elke Sehmisch · Gabriele Wetzko · Sylvia Eichner*                                                 | NSZK (FRG) · Gudrun Beckmann · Heidemarie Reineck · Angela Steinbach · Jutta Weber                                                         |
| 1976, Montréal       | Egyesült Államok (USA) · Kim Peyton · Jill Sterkel · Shirley Babashoff · Wendy Boglioli · Jennifer Hooker*                                                         | NDK (GDR) · Petra Priemer · Kornelia Ender · Claudia Hempel · Andrea Pollack                                                                 | Kanada (CAN) · Becky Smith · Gail Amundrud · Barbara Clark · Anne Jardin · Deborah Clarke*                                                 |
| 1980, Moszkva        | NDK (GDR) · Barbara Krause · Caren Metschuck · Ines Diers · Sarina Hülsenbeck                                                                                      | Svédország (SWE) · Carina Ljungdahl · Tina Gustafsson · Agneta Mårtensson · Agneta Eriksson                                                  | Hollandia (NED) · Conny van Bentum · Wilma van Velsen · Reggie de Jong · Annelies Maas                                                     |
| 1984, Los Angeles    | Egyesült Államok (USA) · Jenna Johnson · Carrie Steinseifer · Dara Torres · Nancy Hogshead                                                                         | Hollandia (NED) · Annemarie Verstappen · Desi Reijers · Elles Voskes · Conny van Bentum                                                      | NSZK (FRG) · Iris Zscherpe · Susanne Schuster · Christiane Pielke · Karin Seick                                                            |
| 1988, Szöul          | NDK (GDR) · Kristin Otto · Katrin Meißner · Daniela Hunger · Manuela Stellmach                                                                                     | Hollandia (NED) · Marianne Muis · Mildred Muis · Conny van Bentum · Karin Brienesse                                                          | Egyesült Államok (USA) · Mary Wayte · Mitzi Kremer · Laura Walker · Dara Torres                                                            |
| 1992, Barcelona      | Egyesült Államok (USA) · Nicole Haislett · Angel Martino · Jenny Thompson · Dara Torres · Ashley Tappin · Crissy Ahmann-Leighton                                   | Kína (CHN) · Le Jingyi · Lü Pin · Zhuang Yong · Yang Wenyi · Zhao Kun                                                                        | Németország (GER) · Franziska van Almsick · Daniela Hunger · Simone Osygus · Manuela Stellmach · Kerstin Kielgass · Annette Hadding        |
| 1996, Atlanta        | Egyesült Államok (USA) · Angel Martino · Amy Van Dyken · Catherine Fox · Jenny Thompson · Lisa Jacob · Melanie Valerio                                             | Kína (CHN) · Le Jingyi · Na Chao · Yun Nian · Shan Ying                                                                                      | Németország (GER) · Sandra Völker · Simone Osygus · Antje Buschschulte · Franziska van Almsick · Meike Freitag                             |
| 2000, Sydney         | Egyesült Államok (USA) · Amy Van Dyken · Courtney Shealy · Jenny Thompson · Dara Torres · Erin Phenix · Ashley Tappin                                              | Hollandia (NED) · Manon van Rooijen · Wilma van Hofwegen · Inge de Bruijn · Thamar Henneken · Chantal Groot                                  | Svédország (SWE) · Johanna Sjöberg · Therese Alshammar · Louise Jöhncke · Anna-Karin Kammerling · Josefin Lillhage · Malin Svahnström      |
| 2004, Athén          | Ausztrália (AUS) · Alice Mills · Lisbeth Trickett · Petria Thomas · Jodie Henry · Sarah Ryan                                                                       | Egyesült Államok (USA) · Kara Lynn Joyce · Natalie Coughlin · Amanda Weir · Jenny Thompson · Colleen Lanne · Maritza Correia · Lindsay Benko | Hollandia (NED) · Chantal Groot · Inge Dekker · Marleen Veldhuis · Inge de Bruijn · Annabel Kosten                                         |
| 2008, Peking         | Hollandia (NED) · Inge Dekker · Ranomi Kromowidjojo · Femke Heemskerk · Marleen Veldhuis · Hinkelien Schreuder · Manon van Rooijen                                 | Egyesült Államok (USA) · Natalie Coughlin · Dara Torres · Kara Lynn Joyce · Lacey Nymeyer · Emily Silver · Julia Smit                        | Ausztrália (AUS) · Cate Campbell · Alice Mills · Melanie Schlanger · Lisbeth Trickett · Shayne Reese                                       |
| 2012, London         | Ausztrália (AUS) · Alicia Coutts · Cate Campbell · Brittany Elmslie · Melanie Schlanger · Emily Seebohm* · Yolane Kukla* · Libby Trickett*                         | Hollandia (NED) · Inge Dekker · Marleen Veldhuis · Femke Heemskerk · Ranomi Kromowidjojo · Hinkelien Schreuder*                              | Egyesült Államok (USA) · Missy Franklin · Jessica Hardy · Lia Neal · Allison Schmitt · Amanda Weir* · Natalie Coughlin*                    |
| 2016, Rio de Janeiro | Ausztrália (AUS) · Emma McKeon · Brittany Elmslie · Bronte Campbell · Cate Campbell · Madison Wilson*                                                              | Egyesült Államok (USA) · Simone Manuel · Abbey Weitzeil · Dana Vollmer · Katie Ledecky · Amanda Weir* · Lia Neal* · Allison Schmitt*         | Kanada (CAN) · Sandrine Mainville · Chantal Van Landeghem · Taylor Ruck · Penny Oleksiak · Michelle Williams*                              |
| 2020, Tokió          | Ausztrália (AUS) · Bronte Campbell · Meg Harris · Emma McKeon · Cate Campbell · Mollie O'Callaghan* · Madison Wilson*                                              | Kanada (CAN) · Kayla Sanchez · Maggie MacNeil · Rebecca Smith · Penny Oleksiak · Taylor Ruck*                                                | Egyesült Államok (USA) · Erika Brown · Abbey Weitzeil · Natalie Hinds · Simone Manuel · Catie DeLoof* · Allison Schmitt* · Olivia Smoliga* |
| 2024, Párizs         | | | |

### 4 × 200 méter gyorsváltó
| Olimpia              | Arany | Ezüst | Bronz |
| 1996, Atlanta        | Egyesült Államok (USA) · Trina Jackson · Cristina Teuscher · Sheila Taormina · Jenny Thompson · Lisa Jacob · Annette Salmeen · Ashley Whitney                             | Németország (GER) · Franziska van Almsick · Kerstin Kielgass · Anke Scholz · Dagmar Hase · Meike Freitag · Simone Osygus                                    | Ausztrália (AUS) · Julia Greville · Nicole Stevenson · Emma Johnson · Susie O'Neill · Lise Mackie                                                     |
| 2000, Sydney         | Egyesült Államok (USA) · Diana Munz · Jenny Thompson · Samantha Arsenault · Lindsay Benko · Julia Stowers · Kim Black                                                     | Ausztrália (AUS) · Giaan Rooney · Petria Thomas · Kirsten Thomson · Susie O'Neill · Jacinta van Lint · Elka Graham                                          | Németország (GER) · Franziska van Almsick · Antje Buschschulte · Sara Harstick · Kerstin Kielgass · Meike Freitag · Britta Steffen                    |
| 2004, Athén          | Egyesült Államok (USA) · Natalie Coughlin · Carly Piper · Dana Vollmer · Kaitlin Sandeno · Lindsay Benko · Rhi Jeffrey · Rachel Komisarz                                  | Kína (CHN) · Pang Csia-jing (Pang Jiaying) · Hszü Jen-vej (Xu Yanwei) · Jang Jü (Yang Yu) · Csu Jing-ven (Zhu Yingwen) · Li Csi (Li Ji)                     | Németország (GER) · Franziska van Almsick · Petra Dallmann · Antje Buschschulte · Hannah Stockbauer · Janina Goetz · Sara Harstick                    |
| 2008, Peking         | Ausztrália (AUS) · Stephanie Rice · Bronte Barratt · Kylie Palmer · Linda Mackenzie · Felicity Galvez · Angie Bainbridge · Melanie Schlanger · Lara Davenport             | Kína (CHN) · Jang Jü (Yang Yu) · Csu Csien-vej (Zhu Qianwei) · Tan Miao · Pang Csia-jing (Pang Jiaying) · Tang Csing-cse (Tang Jingzhi)                     | Egyesült Államok (USA) · Allison Schmitt · Natalie Coughlin · Caroline Burckle · Katie Hoff · Christine Marshall · Kim Vandenberg · Julia Smit        |
| 2012, London         | Egyesült Államok (USA) · Missy Franklin · Dana Vollmer · Shannon Vreeland · Allison Schmitt · Lauren Perdue* · Alyssa Anderson*                                           | Ausztrália (AUS) · Bronte Barratt · Melanie Schlanger · Kylie Palmer · Alicia Coutts · Brittany Elmslie* · Angie Bainbridge* · Jade Neilsen* · Blair Evans* | Franciaország (FRA) · Camille Muffat · Charlotte Bonnet · Ophélie-Cyrielle Étienne · Coralie Balmy · Margaux Farrell* · Mylène Lazare*                |
| 2016, Rio de Janeiro | Egyesült Államok (USA) · Allison Schmitt · Leah Smith · Maya DiRado · Katie Ledecky · Missy Franklin* · Melanie Margalis* · Cierra Runge*                                 | Ausztrália (AUS) · Leah Neale · Emma McKeon · Bronte Barratt · Tamsin Cook · Jessica Ashwood*                                                               | Kanada (CAN) · Katerine Savard · Taylor Ruck · Brittany MacLean · Penny Oleksiak · Kennedy Goss* · Emily Overholt*                                    |
| 2020, Tokió          | Kína (CHN) · Jang Csün-hszüan (Yang Junxuan) · Tang Mu-han · Csang Jü-fej (Zhang Yufei) · Li Ping-csie (Li Bingjie) · Tung Csie (Dong Jie)* · Csang Ji-fan (Zhang Yifan)* | Egyesült Államok (USA) · Allison Schmitt · Paige Madden · Katie McLaughlin · Katie Ledecky · Brooke Forde* · Bella Sims*                                    | Ausztrália (AUS) · Ariarne Titmus · Emma McKeon · Madison Wilson · Leah Neale · Tamsin Cook* · Meg Harris* · Mollie O'Callaghan* · Brianna Throssell* |
| 2024, Párizs         | | | |

### 4 × 100 méter vegyes váltó
| Olimpia              | Arany | Ezüst | Bronz |
| 1960, Róma           | Egyesült Államok (USA) · Lynn Burke · Patty Kempner · Carolyn Schuler · Christine von Saltza · Joan Spillane* · Anne Warner* · Carolyn Wood*                        | Ausztrália (AUS) · Marilyn Wilson · Rosemary Lassig · Jan Andrew · Dawn Fraser · Amber Beckett* · Ilsa Konrads*                                                    | Egyesült Német Csapat (EUA) · Ingrid Schmidt · Ursula Küper · Bärbel Fuhrmann · Ursel Brunner                                                         |
| 1964, Tokió          | Egyesült Államok (USA) · Cathy Ferguson · Cynthia Goyette · Sharon Stouder · Kathleen Ellis · Nina Harmer* · Judith Reeder* · Susan Pitt* · Lillian Watson*         | Hollandia (NED) · Corrie Winkel · Klenie Bimolt · Ada Kok · Erica Terpstra · Aartje Lasterie*                                                                      | Szovjetunió (URS) · Tatyjana Szaveljeva · Szvetlana Babanyina · Tatyjana Gyevjatova · Natalja Usztyinova · Natalja Bisztrova*                         |
| 1968, Mexikóváros    | Egyesült Államok (USA) · Kaye Hall · Catherine Ball · Ellie Daniel · Susan Pedersen · Jane Swagerty* · Susanne Jones* · Susan Shields* · Jan Henne*                 | Ausztrália (AUS) · Lynne Watson · Judy Playfair · Lyn McClements · Janette Steinbeck · Lynette Bell*                                                               | NSZK (FRG) · Angelika Kraus · Uta Frommater · Heike Hustede-Nagel · Heidemarie Reineck                                                                |
| 1972, München        | Egyesült Államok (USA) · Melissa Belote · Catherine Carr · Deena Deardurff · Sandra Neilson · Susanne Atwood* · Judy Melick* · Dana Shrader* · Shirley Babashoff*   | NDK (GDR) · Christine Herbst · Renate Vogel · Roswitha Beier · Kornelia Ender · Gabriele Wetzko*                                                                   | NSZK (FRG) · Gudrun Beckmann · Vreni Eberle · Silke Pielen · Heidemarie Reineck · Annegret Kober* · Edeltraud Koch* · Jutta Weber*                    |
| 1976, Montréal       | NDK (GDR) · Ulrike Richter · Hannelore Anke · Kornelia Ender · Andrea Pollack · Birgit Treiber* · Carola Nitschke* · Rosemarie Kother-Gabriel*                      | Egyesült Államok (USA) · Camille Wright · Shirley Babashoff · Linda Jezek · Lauri Siering · LeLei Fonoimoana* · Wendy Boglioli*                                    | Kanada (CAN) · Susan Sloan · Robin Corsiglia · Wendy Cook-Hogg · Anne Jardin · Deborah Clarke*                                                        |
| 1980, Moszkva        | NDK (GDR) · Rica Reinisch · Ute Geweniger · Andrea Pollack · Caren Metschuck                                                                                        | Nagy-Britannia (GBR) · Helen Jameson · Maggie Kelly-Hohmann · Ann Osgerby · June Croft                                                                             | Szovjetunió (URS) · Jelena Kruglova · Jelvira Vaszilkova · Alla Griscsenkova · Natalja Sztrunnyikova                                                  |
| 1984, Los Angeles    | Egyesült Államok (USA) · Theresa Andrews · Tracy Caulkins · Mary T. Meagher · Nancy Hogshead                                                                        | NSZK (FRG) · Svenja Schlicht · Ute Hasse · Ina Beyermann · Karin Seick                                                                                             | Kanada (CAN) · Reema Abdo · Anne Ottenbrite · Michelle MacPherson · Pamela Rai                                                                        |
| 1988, Szöul          | NDK (GDR) · Kristin Otto · Silke Hörner · Birte Weigang · Katrin Meißner                                                                                            | Egyesült Államok (USA) · Beth Barr · Tracey McFarlane · Janel Jorgensen · Mary Wayte                                                                               | Kanada (CAN) · Lori Melien · Allison Higson · Jane Kerr · Andrea Nugent                                                                               |
| 1992, Barcelona      | Egyesült Államok (USA) · Crissy Ahmann-Leighton · Lea Loveless · Anita Nall · Jenny Thompson · Janie Wagstaff* · Megan Kleine* · Summer Sanders* · Nicole Haislett* | Németország (GER) · Franziska van Almsick · Jana Dörries · Dagmar Hase · Daniela Hunger · Daniela Brendel* · Bettina Ustrowski* · Simone Osygus*                   | Egyesített Csapat (EUN) · Nyina Zsivanyevszkaja · Olha Kiricsenko · Natalja Mescserjakova · Jelena Rudkovszkaja · Jelena Csubina*                     |
| 1996, Atlanta        | Egyesült Államok (USA) · Beth Botsford · Amanda Beard · Angel Martino · Amy Van Dyken · Catherine Fox · Whitney Hedgepeth · Kristine Quance · Jenny Thompson        | Ausztrália (AUS) · Nicole Stevenson · Samantha Riley · Susie O'Neill · Sarah Ryan · Helen Denman · Angela Kennedy                                                  | Kína (CHN) · Chen Yan · Han Xue · Cai Huijue · Shan Ying                                                                                              |
| 2000, Sydney         | Egyesült Államok (USA) · Dara Torres · Barbara Bedford · Megan Quann · Jenny Thompson · Courtney Shealy · Ashley Tappin · Amy Van Dyken · Staciana Stitts           | Ausztrália (AUS) · Petria Thomas · Leisel Jones · Susie O'Neill · Dyana Calub · Giaan Rooney · Tarnee White · Sarah Ryan                                           | Japán (JPN) · Nakamura Mai · Tanaka Maszami · Ónisi Dzsunko · Minamoto Szumika                                                                        |
| 2004, Athén          | Ausztrália (AUS) · Giaan Rooney · Leisel Jones · Petria Thomas · Jodie Henry · Brooke Hanson · Jessicah Schipper · Alice Mills                                      | Egyesült Államok (USA) · Natalie Coughlin · Amanda Beard · Jenny Thompson · Kara Lynn Joyce · Haley Cope · Tara Kirk · Rachel Komisarz · Amanda Weir               | Németország (GER) · Antje Buschschulte · Sarah Poewe · Franziska van Almsick · Daniela Gotz                                                           |
| 2008, Peking         | Ausztrália (AUS) · Emily Seebohm · Leisel Jones · Jessicah Schipper · Lisbeth Trickett · Tarnee White · Felicity Galvez · Shayne Reese                              | Egyesült Államok (USA) · Natalie Coughlin · Rebecca Soni · Christine Magnuson · Dara Torres · Margaret Hoelzer · Megan Jendrick · Elaine Breeden · Kara Lynn Joyce | Kína (CHN) · Csao Csing (Zhao Jing) · Szun Je (Sun Ye) · Csou Ja-fej (Zhou Yafei) · Pang Csia-jing (Pang Jiaying) · Hszü Tien-lung-ce (Xu Tianlongzi) |
| 2012, London         | Egyesült Államok (USA) · Missy Franklin · Rebecca Soni · Dana Vollmer · Allison Schmitt · Rachel Bootsma* · Breeja Larson* · Claire Donahue* · Jessica Hardy*       | Ausztrália (AUS) · Emily Seebohm · Leisel Jones · Alicia Coutts · Melanie Schlanger · Brittany Elmslie*                                                            | Japán (JPN) · Terakava Aja · Szuzuki Szatomi · Kató Juka · Ueda Haruka                                                                                |
| 2016, Rio de Janeiro | Egyesült Államok (USA) · Kathleen Baker · Lilly King · Dana Vollmer · Simone Manuel · Olivia Smoliga* · Catherine Meili* · Kelsi Worrell* · Abbey Weitzeil*         | Ausztrália (AUS) · Emily Seebohm · Taylor McKeown · Emma McKeon · Cate Campbell · Madison Wilson* · Madeline Groves* · Brittany Elmslie*                           | Dánia (DEN) · Mie Østergaard Nielsen · Rikke Møller Pedersen · Jeanette Ottesen · Pernille Blume                                                      |
| 2020, Tokió          | Ausztrália (AUS) · Kaylee McKeown · Chelsea Hodges · Emma McKeon · Cate Campbell · Emily Seebohm* · Brianna Throssell* · Mollie O'Callaghan*                        | Egyesült Államok (USA) · Regan Smith · Lydia Jacoby · Torri Huske · Abbey Weitzeil · Rhyan White* · Lilly King* · Claire Curzan* · Erika Brown*                    | Kanada (CAN) · Kylie Masse · Sydney Pickrem · Maggie MacNeil · Penny Oleksiak · Taylor Ruck* · Kayla Sanchez*                                         |
| 2024, Párizs         | | | |

### 10 km nyílt vízi
| Olimpia              | Arany                                   | Ezüst                                   | Bronz                                   |
| 2008, Peking         | Larisza Ilcsenko · Oroszország (RUS)    | Keri-Anne Payne · Nagy-Britannia (GBR)  | Cassandra Patten · Nagy-Britannia (GBR) |
| 2012, London         | Risztov Éva · Magyarország (HUN)        | Haley Anderson · Egyesült Államok (USA) | Martina Grimaldi · Olaszország (ITA)    |
| 2016, Rio de Janeiro | Sharon van Rouwendaal · Hollandia (NED) | Rachele Bruni · Olaszország (ITA)       | Poliana Okimoto · Brazília (BRA)        |
| 2020, Tokió          | Ana Marcela Cunha · Brazília (BRA)      | Sharon van Rouwendaal · Hollandia (NED) | Kareena Lee · Ausztrália (AUS)          |
| 2024, Párizs         |                                         |                                         |                                         |

## Megszűnt versenyszámok

### 300 méter gyors
| Olimpia         | Arany                                      | Ezüst                                        | Bronz                                    |
| 1920, Antwerpen | Ethelda Bleibtrey · Egyesült Államok (USA) | Margaret Woodbridge · Egyesült Államok (USA) | Frances Schroth · Egyesült Államok (USA) |